# 葉林
葉林，浙江蕭山縣（今杭州市蕭山區）人，明初官員。
葉林為蕭山縣學生，洪武二十三年（1390年）中式庚午科鄉試，且為經魁，次年聯捷辛未科三甲進士。官至都察院副都御史。
蕭山城內原有“葉林進士坊”，已毀。